# Chrám svatých Apoštolů (Konstantinopol)
Chrám svatých Apoštolů – (řec. Ἅγιοι Ἀπόστολοι, Agioi Apostoloi; tur. Havariyyun Kilisesi) byl pravoslavný chrám v Konstantinopoli a Imperial Polyándreion (císařské pohřebiště).
Po pádu Konstantinopole v roce 1453 se chrám stal na krátkou dobu sídlem pravoslavného ekumenického patriarchy. O tři roky později byla zchátralá stavba opuštěna a patriarchát byl přemístěn do chrámu Theotokos Pammakaristos. Osmané v roce 1461 chrám zbořili a na jeho místě postavili mešitu Mehmed II.Fatih.

## Historie
Původní chrám byl vysvěcen kolem roku 330 Konstantinem Velikým, zakladatelem Konstantinopole, nového hlavního města Římské říše, avšak nebyl zcela dokončen. Po jeho smrti v roce 337 se úkolu dokončit výstavbu chrámu ujal jeho syn a nástupce Konstantin II., který zde pohřbil ostatky svého otce. Chrám byl zasvěcen Ježíšovým dvanácti apoštolům a císařovým záměrem bylo v chrámu shromáždit všechny jejich relikvie. Povedlo se však pořídit pouze relikvie svatého Ondřeje, svatého Lukáše a svatého Timoteje (poslední dva jmenovaní patří do skupiny sedmdesáti apoštolů).
Za vlády císaře Justiniána I. byl chrám přestavěn na nový, tvar kříže zůstal zachován a bylo přidáno druhé mauzoleum. Obě mauzolea sloužila jako císařské pohřebiště až do roku 1028. Nový chrám navrhli a postavili slavní architekti Anthémios z Trallu a Isidor z Milétu, kteří stáli i za přestavbou ústředního chrámu Hagia Sofia, a byl vysvěcen 28. června 550. Chrám svatých Apoštolů stál na velké dopravní tepně zvané Mese Odós (Hlavní ulice), a stal se nejrušnějším chrámem ve městě, kde byla pohřbena většina císařů, mnoho patriarchů a biskupů, jejichž ostatky byly po staletí uctívány věřícími.
Nejcennějším majetkem chrámu byly lebky svatých Ondřeje, Lukáše a Timoteje, ale také část „bičovacího sloupu“, ke kterému byl Ježíš přivázán a zbičován. V chrámové pokladnici se nacházely relikvie svatého Jana Zlatoústého a dalších církevních otců, světců a mučedníků. V průběhu let se v chrámu nakupilo obrovské množství zlata, stříbra a drahokamů – darů od věrných křesťanů.
Císař Basileios I. chrám obnovil a pravděpodobně rozšířil a v roce 874 byly ostatky historika a konstantinopolského patriarchy Nikefora I., který zemřel na počátku století, znovu uloženy v obnoveném chrámu, kde se staly místem každoroční císařské pobožnosti. V 10. století Konstantin z Rhodu sepsal veršovaný Popis stavby apoštolů, který věnoval Konstantinovi VII.
Bazilika vyplenili křižáci během čtvrté křížové výpravy v roce 1204. Historik Niketas Choniates uvádí, že křižáci vyplenili císařské hrobky kvůli zlatu a drahokamům. Ani Justiniánova hrobka nebyla ušetřena. Byla otevřena hrobka císaře Herakleia a ukradena jeho zlatá koruna, na níž byly stále připevněny vlasy zesnulého císaře. Některé z těchto pokladů byly převezeny do Benátek, kde jsou k vidění v bazilice svatého Marka, zatímco tělo svatého Řehoře z Nazianzu (Theolog) bylo převezeno do Říma.
Michael VIII. Palaiiologos dobyl město zpět od křižáků a na památku toho nechal u chrámu svatých Apoštolů postavit sochu archanděla Michaela. Chrám byl znovu částečně obnoven císařem Andronikem II Palaeologem na počátku 14. století, ale poté chátral, jak říše upadala a počet obyvatel Konstantinopole klesal. V roce 1420 si chátrající baziliku prohlédl Florenťan Cristoforo Buondelmonti.
Po pádu Konstantinopole do rukou Osmanů byl katedrální chrám Hagia Sofia zabaven a přeměněn na mešitu a sultán Mehmed II. přenechal pravoslavnému patriarchovi Gennadiu Scholariovi chrám svatých Apoštolů jako sídlo patriarchátu. Kvůli nevyhovujícím podmínkám Gennadios přesunul sídlo v roce 1456 do chrámu Theotokos Pammakaristos ve čtvrti Çarşamba. Steven Runciman o tom píše:
"Několik měsíců po nastolení požádal sultána (Gennadios), aby mu povolil přestěhovat sídlo z chrámu svatých Apoštolů, jehož okolí osídlili Turci ..."; "Shromáždil tedy všechny svaté ostatky a poklady z chrámu a přestěhoval se do Řeky obydlené čtvrti Fanar. Zde se usadil v klášteře Pammakaristos, přemístiv tamní mnišky do sousedního kláštera sv.Jana v Trullo. Malý, ale překrásný chrám zasvěcený Panně Marii Radostné (Theotokos Pammakaristos) se tak stal patriarším chrámem."
Steven Runciman
Chrám svatých Apoštolů Turci v roce 1462 zbourali a na jeho místě postavili mešitu Mehmed II. Fatih. Několik císařských sarkofágů bylo zachráněno. Chrám svatých Apoštolů se svým půdorysem ve tvaru kříže a pěti kupolemi podobal bazilice svatého Jana v Efezu– stejné schéma bylo později použito v bazilice svatého Marka v Benátkách.

## Popis a vliv

### Konstantinova budova
V areálu prvního chrámu svatých Apoštolů se nacházelo rotundové mauzoleum. O vzhledu původního chrámu je známo jen málo, kromě toho, že měl tvar kříže, ale historik Eusebius (asi 263-339) uvádí následující popis chrámu dokončeného císařem Constantiusem II.:
Tuto stavbu vynesl do obrovské výšky a skvěle ji vyzdobil tím, že ji od základů až po střechu obložil mramorovými deskami různých barev. Vnitřní střechu rovněž vytvořil z jemně prolamované práce a celou ji pokryl zlatem. Vnější krytina, která chránila budovu před deštěm, byla místo tašek z mosazi a i ta byla nádherně a bohatě zdobená zlatem a odrážela sluneční paprsky s leskem, který oslňoval vzdálené pozorovatele. Kupole byla celá obklopena jemně vyřezávanou kružbou, tepanou z mosazi a zlata. S takovou nádherou si císař přál tento chrám zkrášlit. Stavba byla obklopena rozsáhlým prostranstvím, jehož čtyři strany byly zakončeny portiky, které uzavíraly prostranství i samotnou baziliku. K těmto portikům přiléhaly řady honosných komnat s lázněmi a promenádami a kromě toho mnoho bytů uzpůsobených k užívání těmi, kdo měli toto místo na starosti.
Eusebios z Kaisareie

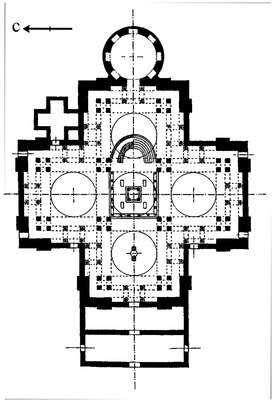
Chrám svatých Apoštolů – křížový půdorys, K.Bulcinger

Křížový půdorys byl přelomovým počinem v křesťanské architektuře, protože nahradil půdorys bazilikální půdorysem centralizované svatyně. Desítky církevních staveb křížového půdorysu z konce 4. a počátku 5. století byly hrubými napodobeninami chrámu svatých Apoštolů z doby Konstantinovy vlády, například Ambrožův chrám San Nazaro in Brolo v Miláně, martyrium svatého Babylase v Antiochii a kostel svatého Simeona Stylity v syrském Aleppu.

### Justiniánova budova
Druhý chrám, postavený za Justiniána I., měl zachován tvar kříže, ale byl zakončen pěti kupolemi: jedna nad každým ramenem kříže a jedna nad středovým výklenkem, kde se ramena kříže protínají. Západní rameno kříže se táhlo dále než ostatní a tvořilo atrium. O konstrukčních detailech se vedou spory. Chrám dobře popsal historik Prokopios z Kaisareie.
Chrámy jako bazilika svatého Jana v Efezu, bazilika svatého Marka v Benátkách, katedrála svatého Fronta v Périgueux a bazilika svatého Antonína v Padově byly údajně postaveny podle Justiniánova vzoru chrámu Svatých apoštolů, ale navzájem se výrazně liší.

### Pohřebiště

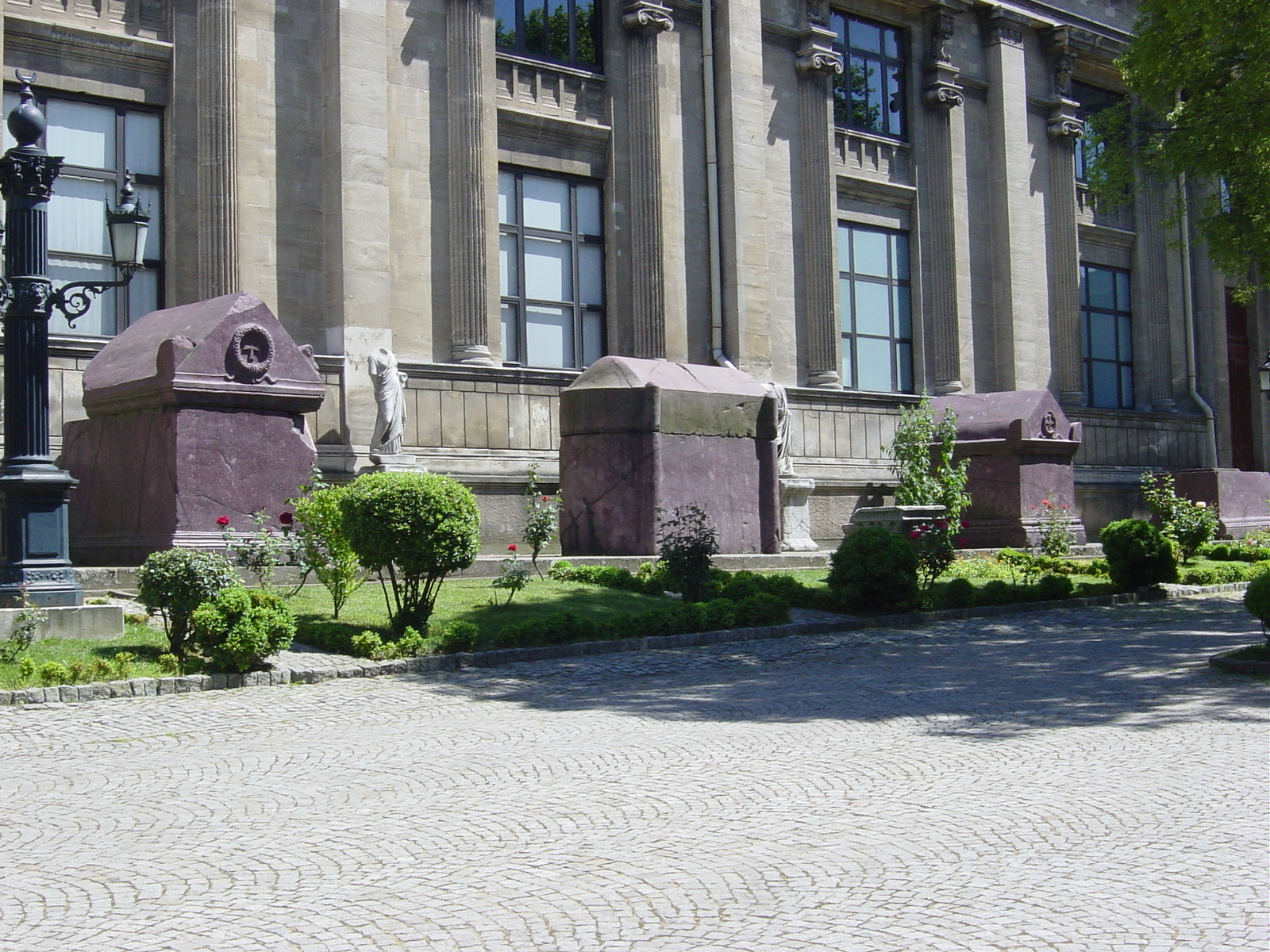
Porfyrové sarkofágy před Istanbulskými archeologickými muzei.

V obou mauzoleích chrámu odpočívala většina východořímských císařů a členů jejich rodin po sedm století, počínaje Konstantinem I. (zemřel v roce 337) a konče Konstantinem VIII. (zemřel v roce 1028). Protože už nebylo k dispozici více místa, začali být císaři pohřbíváni v jiných chrámech a monastýrech v okolí města. Hroby v chrámu svatých Apoštolů jsou známy pouze ze seznamů v literárních pramenech, z nichž jeden je obsažen v De Ceremoniis.

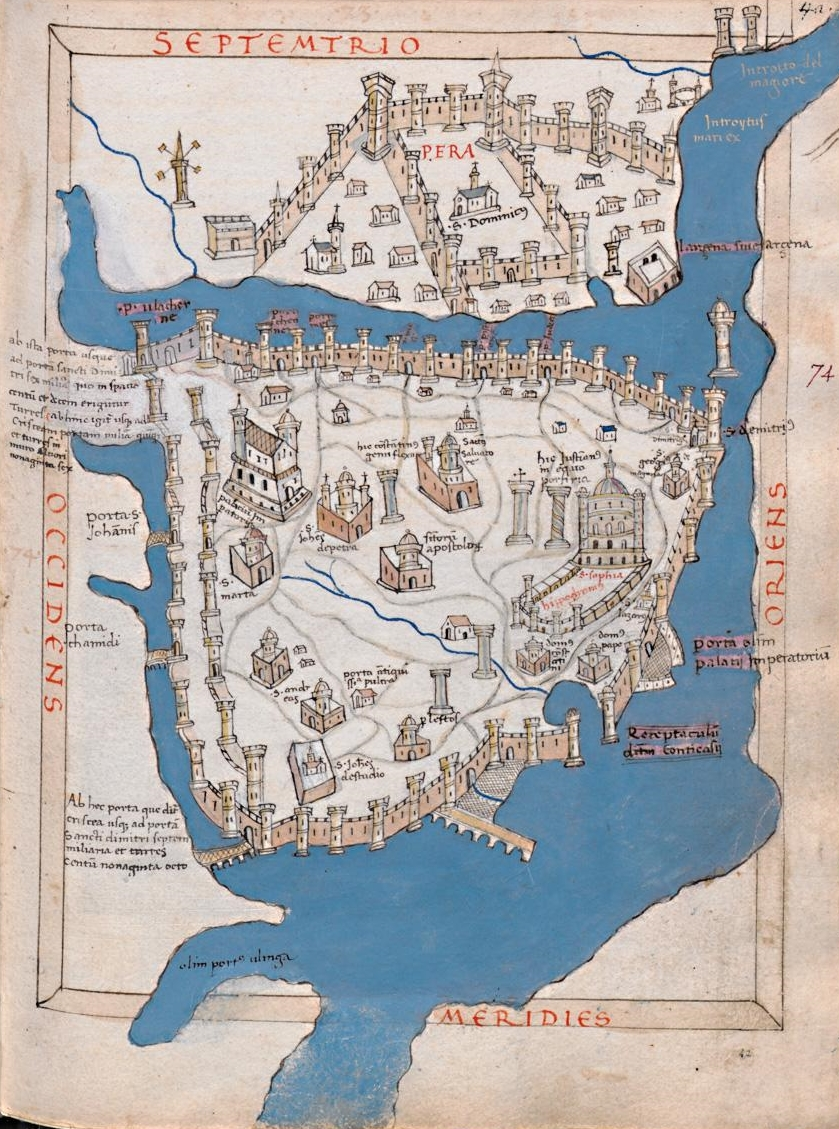
Konstantinopol 1420, Christophorus Ensenius/Bondelmontius

Přestože sarkofágy císařů byly během čtvrté křížové výpravy v roce 1204 vyloupeny křižáky, některé z nejstarších porfyrových sarkofágů se dochovaly: dva v atriu Hagia Eiréné, čtyři před Istanbulskými archeologickými muzei a fragment sedmého v muzejním pavilonu „Istanbul v průběhu věků“; tento fragment pravděpodobně pochází ze sarkofágu Konstantina I.
V chrámu byli pohřbeni mimo jiné:
- Konstantin I.
- Constantius II.
- Julián Apostata
- Jovianus a jeho žena Charito
- Valentinianus I. a jeho žena Marina Severa
- Theodosius
- Marcianus a Pulcheria
- Ariadne
- Anastasios I.
- Justinián I. a Theodora I.
- Ino Anastasia
- Herakleios
- Fabia Eudokia
- Fausta (žena Konstantina II.)
- Anastasia (žena Konstantina IV.)
- Anastasios II.
- Eudokia (žena Justiniána II.)
- Irena Athénská
- Leon VI. Moudrý a jeho tři ženy: Theofánie Martinakia, Zoe Zaoutzaina, Eudokia Baiané
- Eudokia Ingerina
- Nikeforos II.
- Konstantin VIII.
- Zoe Porphyrogenita
- Theodora III.

## Galerie

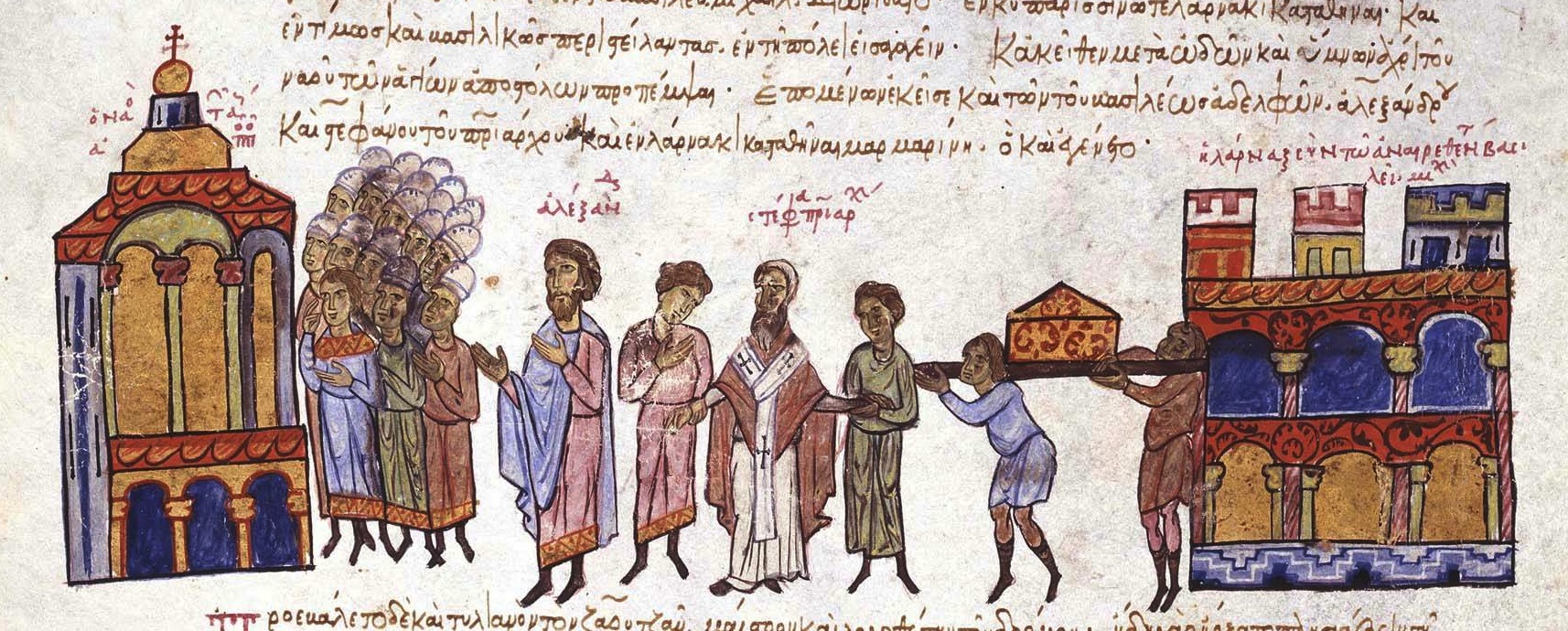
Ostatky císaře Michaela III. jsou přenášeny z Chrysopolis do chrámu svatých Apoštolů; Dějiny Jana Skyllitze
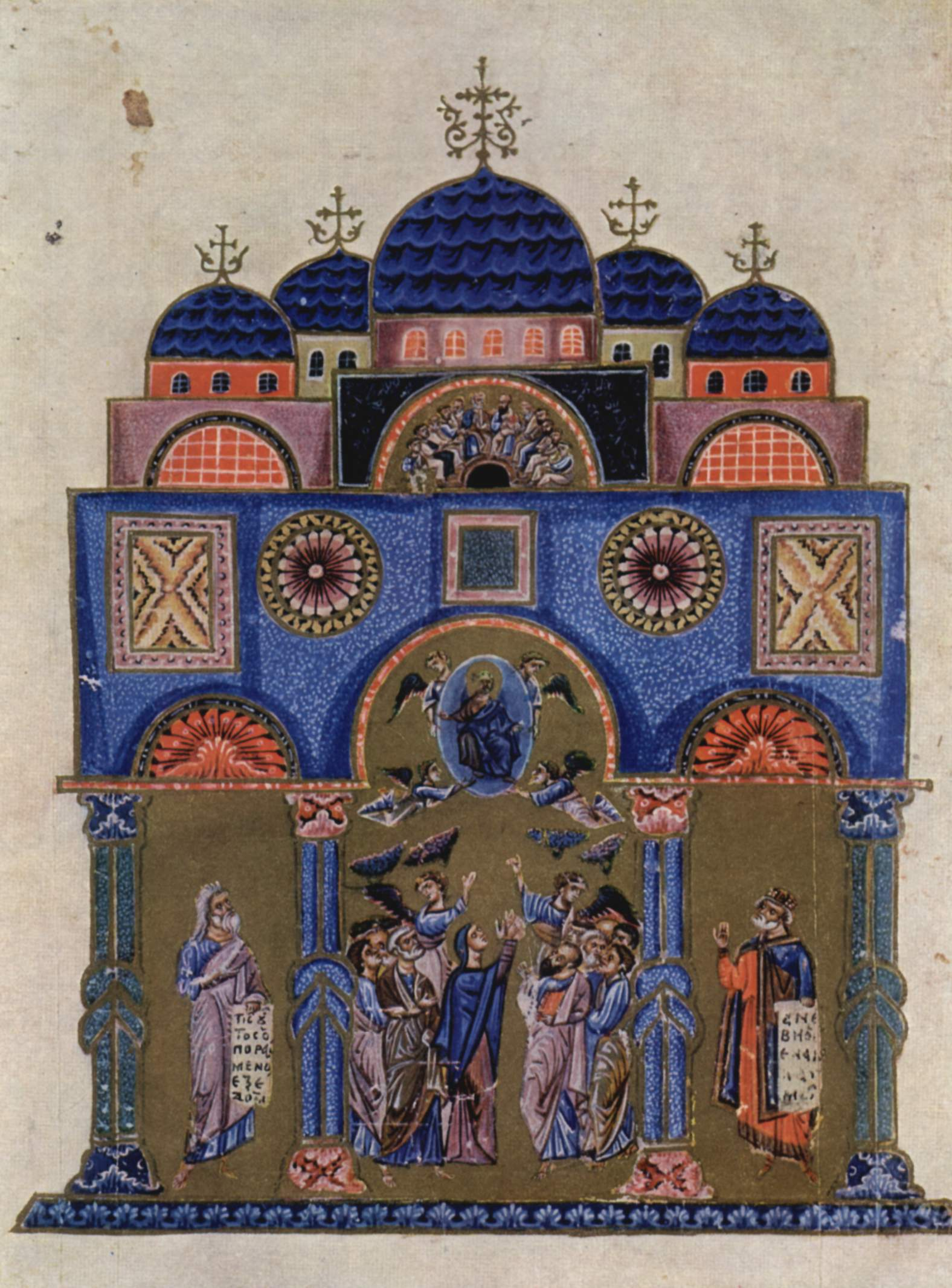
Chrám svatých Apoštolů, Sbírka kázání mnicha Jana z Kokkinobaphosu o Panně Marii, scéna: Nanebevzetí Krista
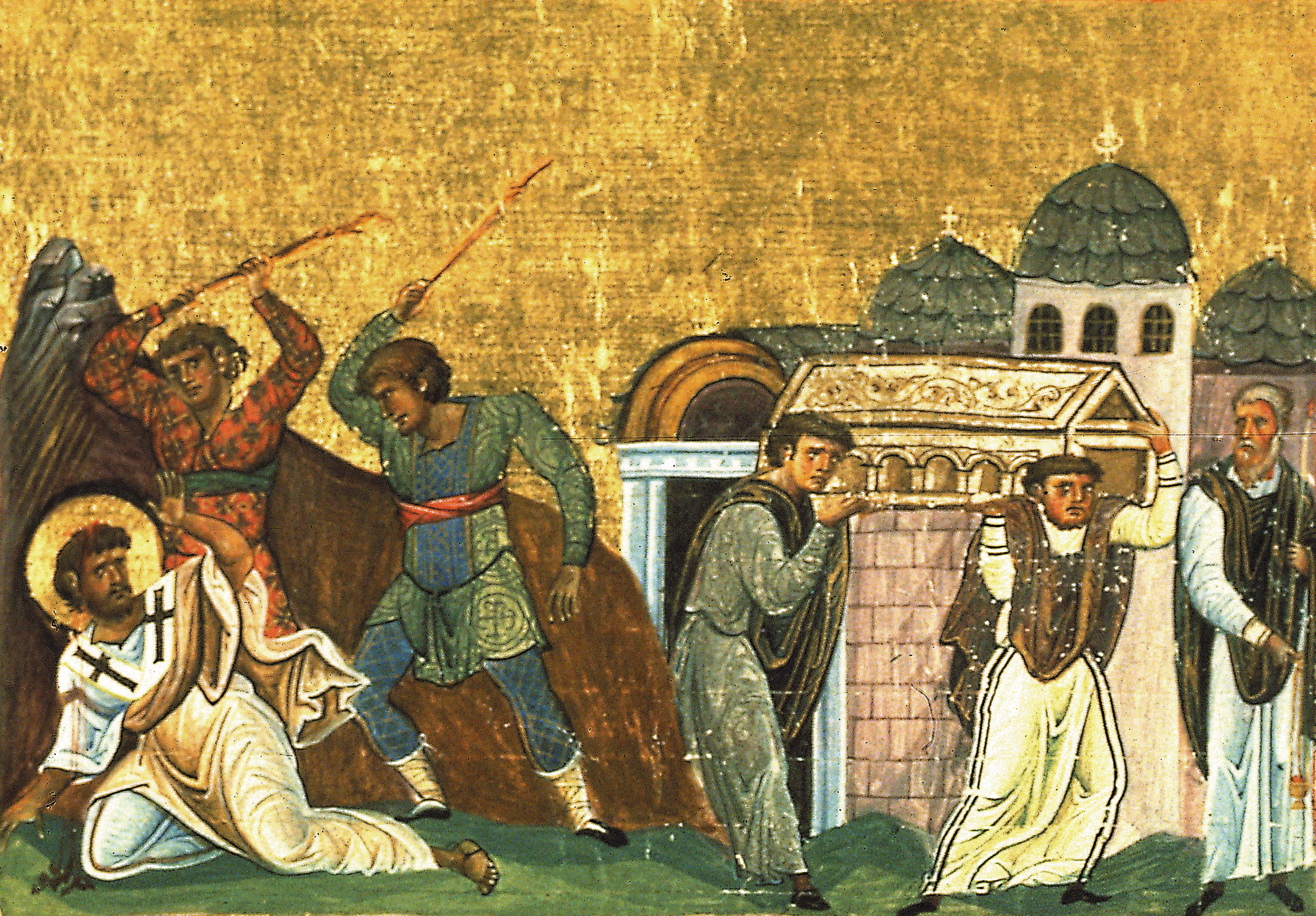
Svatý apoštol Timotej – přenesení ostatků do chrámu svatých Apoštolů, Menologium císaře Basileia II.
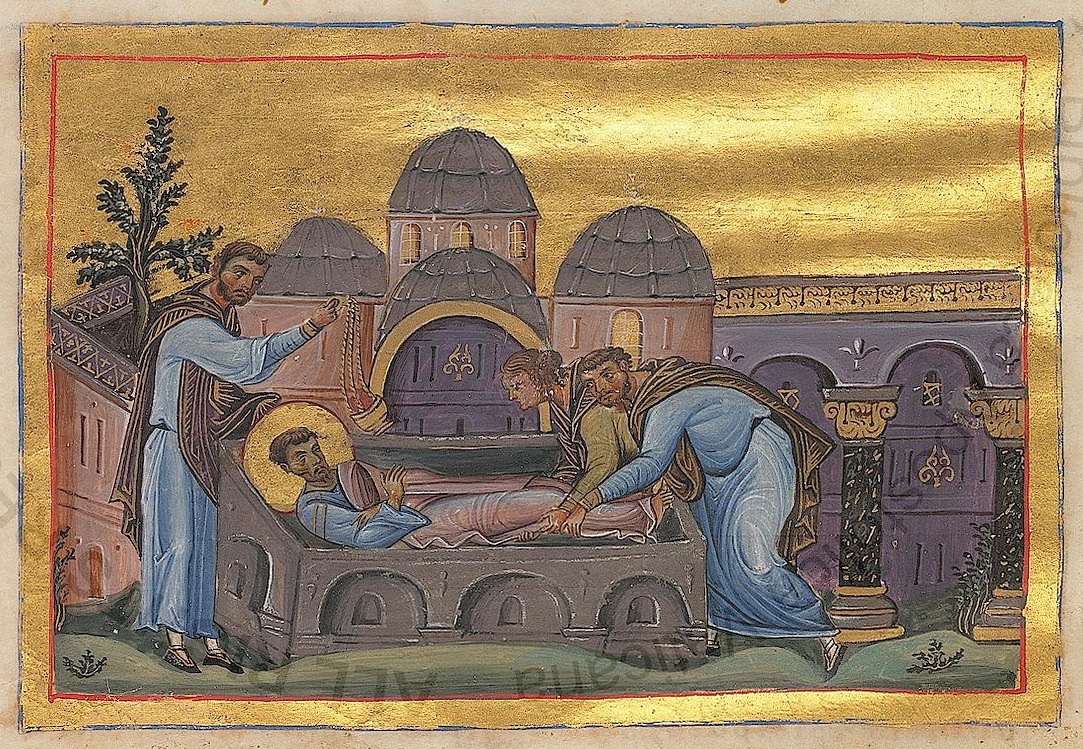
Svatý apoštol Lukáš – přenesení ostatků do chrámu svatých Apoštolů, Menologium císaře Basileia II.
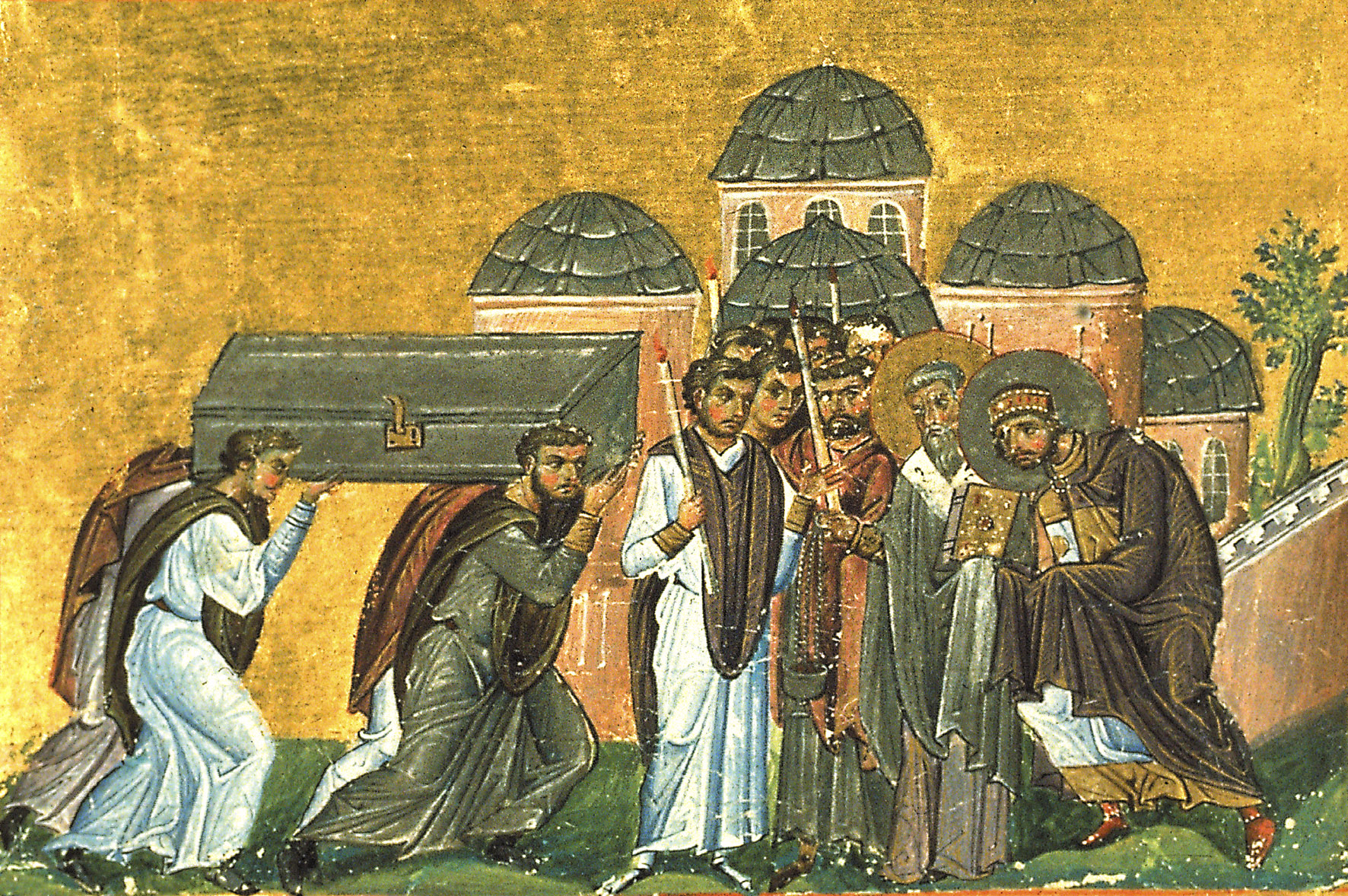
Přenesení ostatků svatého Jana Zlatoústého z Komana do chrámu svatých Apoštolů v Konstantinopoli.